# NGC 2783
NGC 2783 is een elliptisch sterrenstelsel in het sterrenbeeld Kreeft. Het hemelobject werd op 13 maart 1785 ontdekt door de Duits-Britse astronoom William Herschel. Het bevindt zich in de buurt van NGC 2783B.

## Synoniemen
- UGC 4859
- MCG 5-22-19
- ZWG 151.27
- HCG 37A
- KCPG 192B
- PGC 26013